# Ali Landry

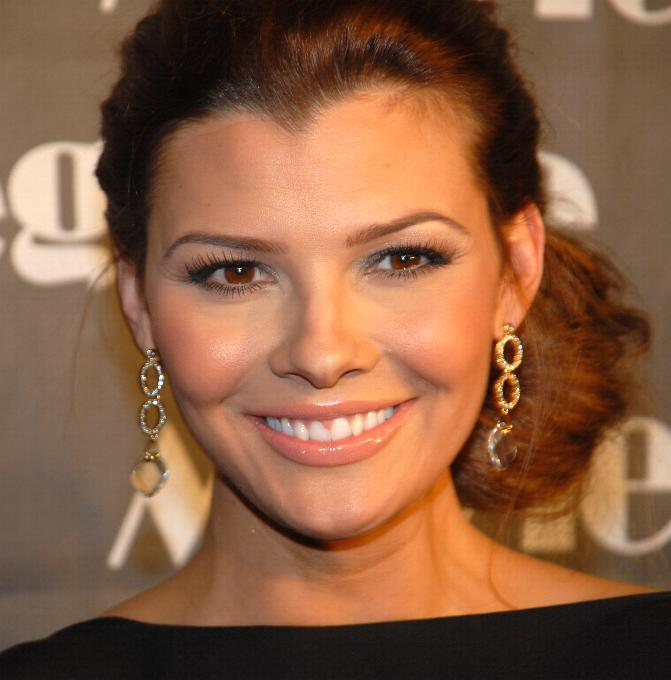
Ali Germaine Landry (2012)

Ali Germaine Landry (* 21. Juli 1973 in Breaux Bridge, Louisiana) ist eine US-amerikanische Schauspielerin und Model. Sie wurde 1996 zur Miss USA gekürt.

## Leben
Ali Germaine Landry ist französischer Abstammung. Ihren Schulabschluss machte sie 1991 an der Cecilia High School, wo sie Captain des Cheerleaderteams war. Anschließend studierte sie Kommunikationswissenschaften an der University of Louisiana at Lafayette, wo sie zur Studentenverbindung der Kappa Deltas gehörte. Parallel dazu trat sie bei Schönheitswettbewerben auf und wurde Miss Louisiana Teen USA 1990. Mit ihrem Titel der Miss Louisiana USA 1996 wurde sie im selben Jahr zur Miss USA gewählt. Dadurch qualifizierte sie sich zur Wahl der Miss Universe, wo sie unter die letzten sechs kam.
Ali Landry war zweimal verheiratet. Bei der Wahl zur Miss Teen USA 1998 saß sie in der Jury und lernte den Mitjuror Mario Lopez kennen. Beide heirateten 2004 in Puerto Vallarta, Mexiko. Zwei Wochen später ließ sie die Ehe annullieren. Als Grund gab sie die vielen Seitensprünge von Lopez während der gemeinsamen Beziehung an. Zwei Jahre später heiratete sie den mexikanischen Regisseur Alejandro Gomez Monteverde, mit dem sie zwei gemeinsame Kinder hat, die 2007 und 2011 geboren wurden.

## Filmografie (Auswahl)
- 1997: Sunset Beach (Fernsehserie, vier Folgen)
- 1998–2000: Pensacola – Flügel aus Stahl (Pensacola: Wings of Gold, Fernsehserie, neun Folgen)
- 2000: Beautiful
- 2002: Stirb, wenn du kannst (Outta Time)
- 2002: Repli-Kate
- 2003–2006: Eve (Fernsehserie, 66 Folgen)
- 2004: American Angels – Erben kann so sexy sein! (Who's Your Daddy?)
- 2006: Bella
- 2008: Criminal Minds (Fernsehserie, eine Folge)